# Meinulf von Mallinckrodt
Meinulf Maria von Mallinckrodt (* 14. September 1861 in Düsseldorf; † 27. November 1947 in Böddeken) war von 1897 bis 1926 Landrat des Kreises Meschede.

## Leben
Er stammte aus der ursprünglich Dortmunder Patrizierfamilie von Mallinckrodt. Der Vater war der Zentrumspolitiker Hermann von Mallinckrodt. Die Mutter war Elisabeth (geb. von Bernhard). Von seinem Vater erbte er 1874 unter anderem den Mallinckrodthof in Borchen. Diesen und weiteren Besitz, darunter Schloss Hamborn, verkaufte er und erwarb stattdessen 1899 das ehemalige Kloster Böddeken.
Er besuchte die Stella Matutina (Jesuitenkolleg) in Feldkirch und das Gymnasium in Paderborn. Er studierte Rechtswissenschaften in Löwen, Straßburg, Leipzig und Berlin. Seit dem Studium war er Mitglied der katholischen Studentenverbindungen KStV Askania Berlin, KStV Teutonia Leipzig und KStV Frankonia Straßburg im KV.  Er absolvierte den üblichen Vorbereitungsdienst für die Gerichts- und Verwaltungslaufbahn. Seinen Wehrdienst leistete er 1884/85 als Einjährig-Freiwilliger bei der Feld-Artillerie in Münster ab. Später stieg er zum Hauptmann der Reserve auf.
Im Jahr 1891 wurde er Regierungsassessor in Münster. Danach war er bei den Landratsämtern Solingen und Insterburg sowie bei der Regierung in Düsseldorf tätig. Zunächst kommissarisch wurde er 1897 Landrat des Kreises Meschede. Im Jahr 1898 erfolgte die definitive Ernennung.
Er förderte in seiner Zeit als Landrat den Ausbau der Infrastruktur von Straßen und Eisenbahnen. Auf seine Initiative hin wurden auch das Kreisbauamt und das Kreiswohlfahrtsamt eingerichtet. Während des Ersten Weltkrieges diente er bei der zivilen Verwaltung des besetzten Russisch-Polen. Nach dem Krieg übernahm er wieder das Mescheder Landratsamt. Diesen Posten behielt er bis zur Pensionierung 1926.
Von Mallinckrodt war von 1903 bis 1919 Mitglied des westfälischen Provinziallandtages. Er war auch Mitglied des westfälischen Altertumsvereins sowie des Historischen Vereins für Dortmund und der Grafschaft Mark. Er war Vorsitzender des Kreiskriegervereins in Meschede. Als solcher hat er sich um die Errichtung des Kreiskriegerdenkmals eingesetzt. Seit 1926 war er Präsident des Bonifatiusvereins. Den Vorsitz hatte er bis zu seinem Tod inne. Er war auch in Adelsverbänden aktiv.
Im Jahr 1903 erfolgte die Anerkennung des Adelsstandes. Er wurde mit dem Roten Adlerorden 4. Klasse und dem Titel eines Geheimen Regierungsrates geehrt. In Meschede ist eine Straße nach ihm benannt.